# Ostindonesien
Ostindonesien (indonesisch Negara Indonesia Timur oder alte Rechtschreibung: Negara Indonesia Timoer) war ein von den Niederlanden im Jahr 1948 im östlichen Teil Niederländisch-Indiens gegründeter Föderalstaat. Er wurde während der Malino-Konferenz 1946 ausgerufen und war ab 1949 ein Teil der Vereinigten Staaten von Indonesien bis zu seiner Auflösung im Jahr 1950.

## Geschichte
Nach dem Ende des Zweiten Weltkriegs beriefen die Niederlande vom 16. bis zum 25. Juli 1946 eine Konferenz ein, die die Zukunft Indonesiens regeln sollte. Bei der Konferenz von Malino wurde beschlossen, die ehemalige niederländische Kolonie in einen Bundesstaat auf Borneo und einen weiteren auf den kleineren Inseln zu gründen. Bei der Konferenz von Denpasar vom 18. bis zum 24. Dezember 1946 wurde eine Verfassung ausgearbeitet und schließlich am 24. Dezember ein Staat ausgerufen.
Mit der Gründung der Vereinigten Staaten von Indonesien am 27. Dezember 1949 wurde Ostindonesien Teil dieser Union. Nachdem die Regierung des Staates beschlossen hatte, sich 1950 der neuen Republik Indonesien anzuschließen, kam es zu Aufständen unter den christlich geprägten Inseln der Molukken und schließlich riefen sie eine Republik der Südmolukken aus. Die Vereinigten Staaten von Indonesien wurden am 17. August 1950 aufgelöst und die Aufstände im November niedergeschlagen.

## Geographie

Staatsgebiet Ostindonesiens (gold)

Der Staat umfasste Celebes, die Molukken mit ihren vorgelagerten Inseln, Bali und die kleinen Sundainseln mit Ausnahme des portugiesischen Osttimor. Die Hauptstadt war Makassar auf dem heutigen Südsulawesi.

## Verwaltung

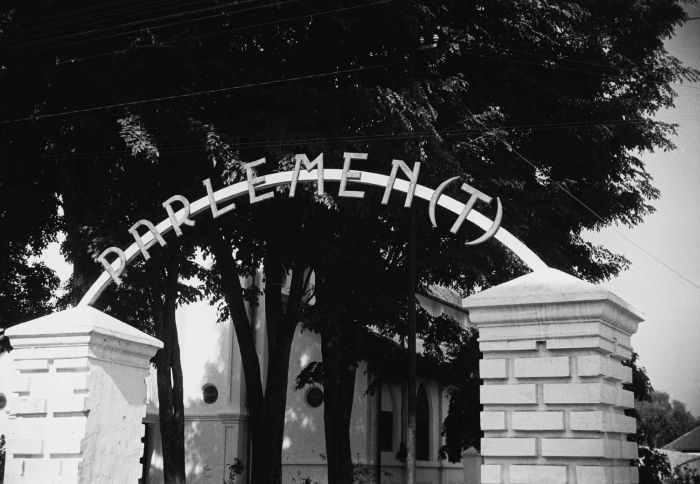
Eingangstor zum Parlamentsgebäude des Staates Ostindonesien in Makassar um 1948

Ostindonesien war in fünf Bundesstaaten gegliedert, die in Distrikte (niederländisch afdeling) und Subdistrikte (niederländisch onderafdeling) unterteilt waren. Die Bundesländer waren außerdem in 13 autonome Regionen unterteilt: Südcelebes, Minahasa, Sangihe und Talaud, Nordcelebes, Zentralcelebes, Bali, Lombok, Soembawa, Flores, Soemba, Timor mit den umgebenden Inseln, die Süd- und die Nordmolukken. Die Bundesstaaten wurden aufgelöst, nachdem die Regionen eine funktionierende Verwaltung aufgebaut hatten.

## Politik
Der erste Präsident war der Balinese Tjokorda Gde Rake Sukawati.
Die Premierminister des Landes waren:
- 13. Januar 1947 – 2. Juni 1947:  Nadjamoedin Daeng Malewa
- 2. Juni 1947 – 11. Oktober 1947:  Nadjamoedin Daeng Malewa
- 11. Oktober 1947 – 15. Dezember 1947: Warouw Cabinet
- 15. Dezember 1947 – 12. Januar 1949: Ide Anak Agung Gde Agung
- 12. Januar 1949 – 27. Dezember 1949: Ide Anak Agung Gde Agung
- 27. Dezember 1949 – 14. März 1950:  J.E. Tatengkeng
- 14. März 1950 – 10. Mai 1950: D. P. Diapari Cabinet
- 10. Mai 1950 – 17. August 1950: J. Poetoehena Cabinet